# 仙台千登勢ユースホステル
千登勢屋（ちとせや）は宮城県仙台市青葉区にあった旅館、ユースホステル。

## 概要
旅館周辺は明治時代に花街として発展し、明治時代に開館した千登勢屋は当時の窓の柵や階段の手すりが残る。また、2階部分がせり出した「はね出し」構造が珍しく、建築の専門家が見学に来ることがあるという。戦後は旅館街となり、建物には「旅篭町」と呼ばれた地域の風情がある。
ユースホステルとして登録しており、海外からの観光客が多い時には3割にものぼることがあった。客室は全館和室で13あり、年間約5000人の宿泊客を迎えてきた。

## 沿革
1907年（明治40年）に創業。2階建ての建物は改装を繰り返したが基本的な構造は変わらない。宮城県沖地震や東日本大震災でも大きな被害はなかった。2012年（平成24年）に耐震工事を実施している。
2020年（令和2年）5月31日に閉館。閉館の理由は後継者不足で、はじめは東京オリンピック・パラリンピックの観光需要を見込んで2021年（令和3年）まで営業を続ける予定であったが、新型コロナウィルスのパンデミックにより前倒しした。建物は当面の間残す予定である。